# Галагайын
Галагайын (азерб. Qalaqayın) — посёлок и муниципалитет в Сабирабадском районе Азербайджанской республики. Население около 7489 человек.
Находится в северо-западной части Сабирабадского района, вблизи границы с Саатлинским районом.

## История
Галагайын является одним из старейших сёл Сабирабадского района. Дата начала истории относится к IV веку. Информации о раннем периоде нет. С того времени «Хавар Земин» был заменен именем Галагайын.
В прошлом — крепость Джавадского ханства и центр Провинция Муган.

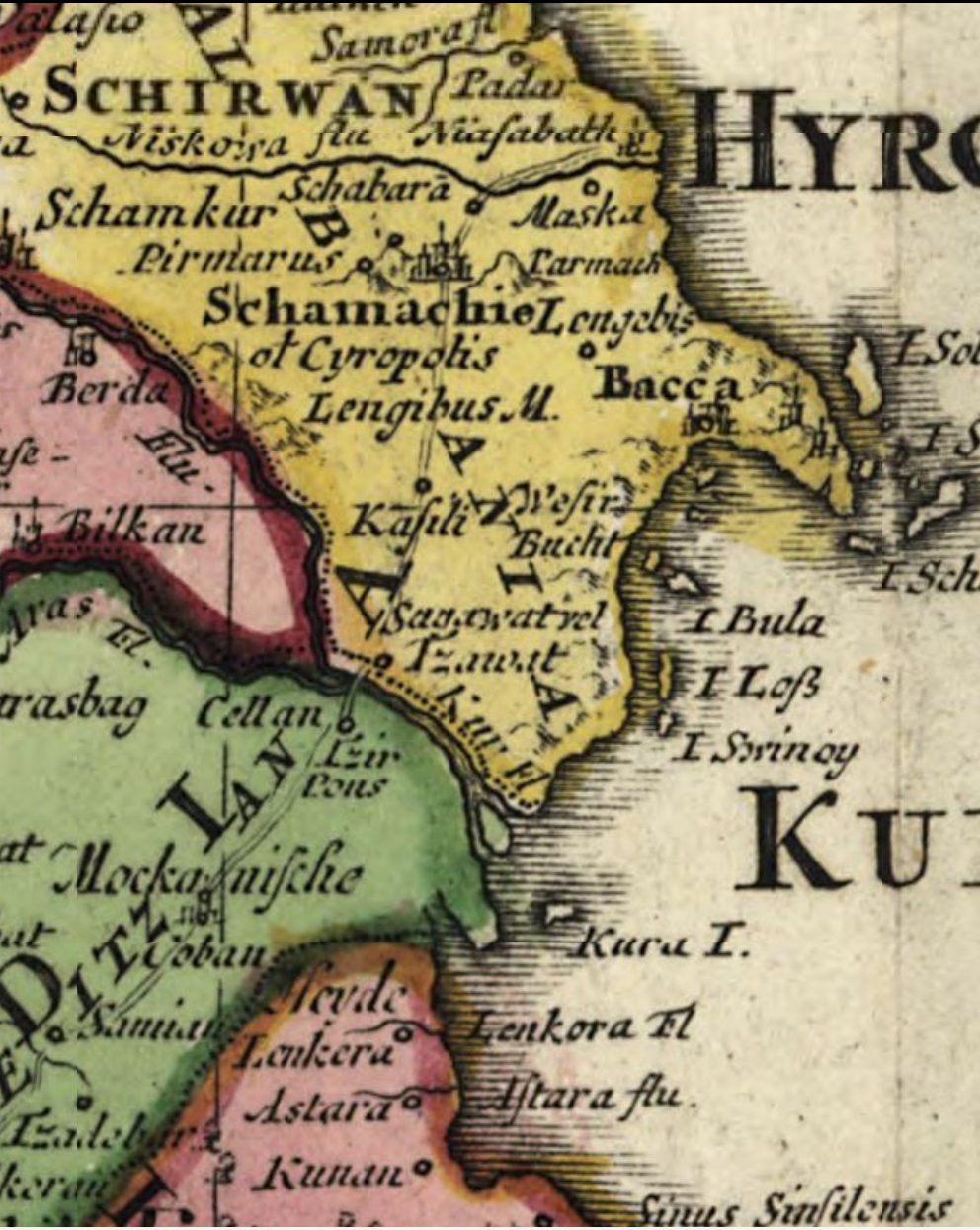
Галагайын.1730 год.
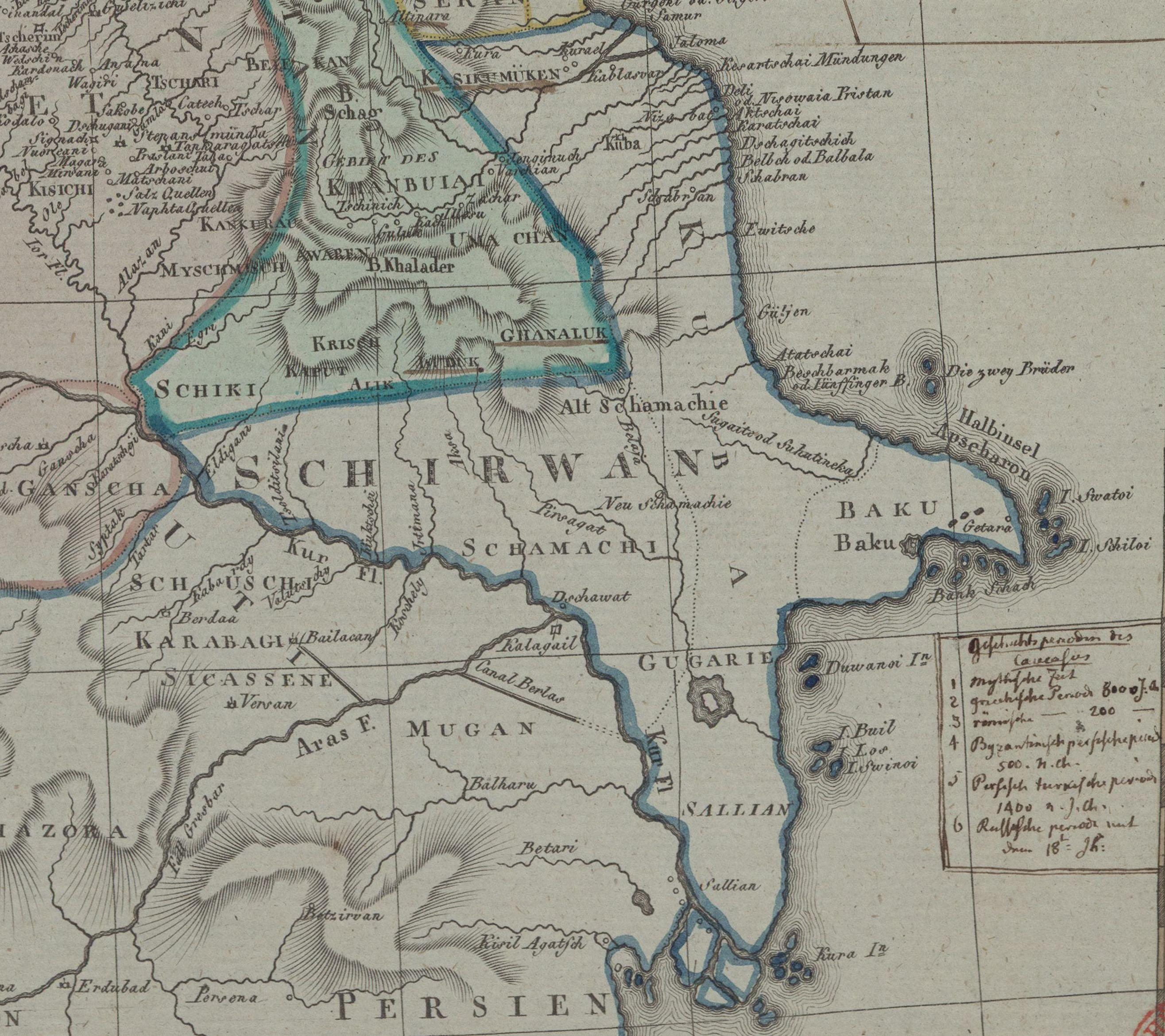
Галагайын 1804 год.
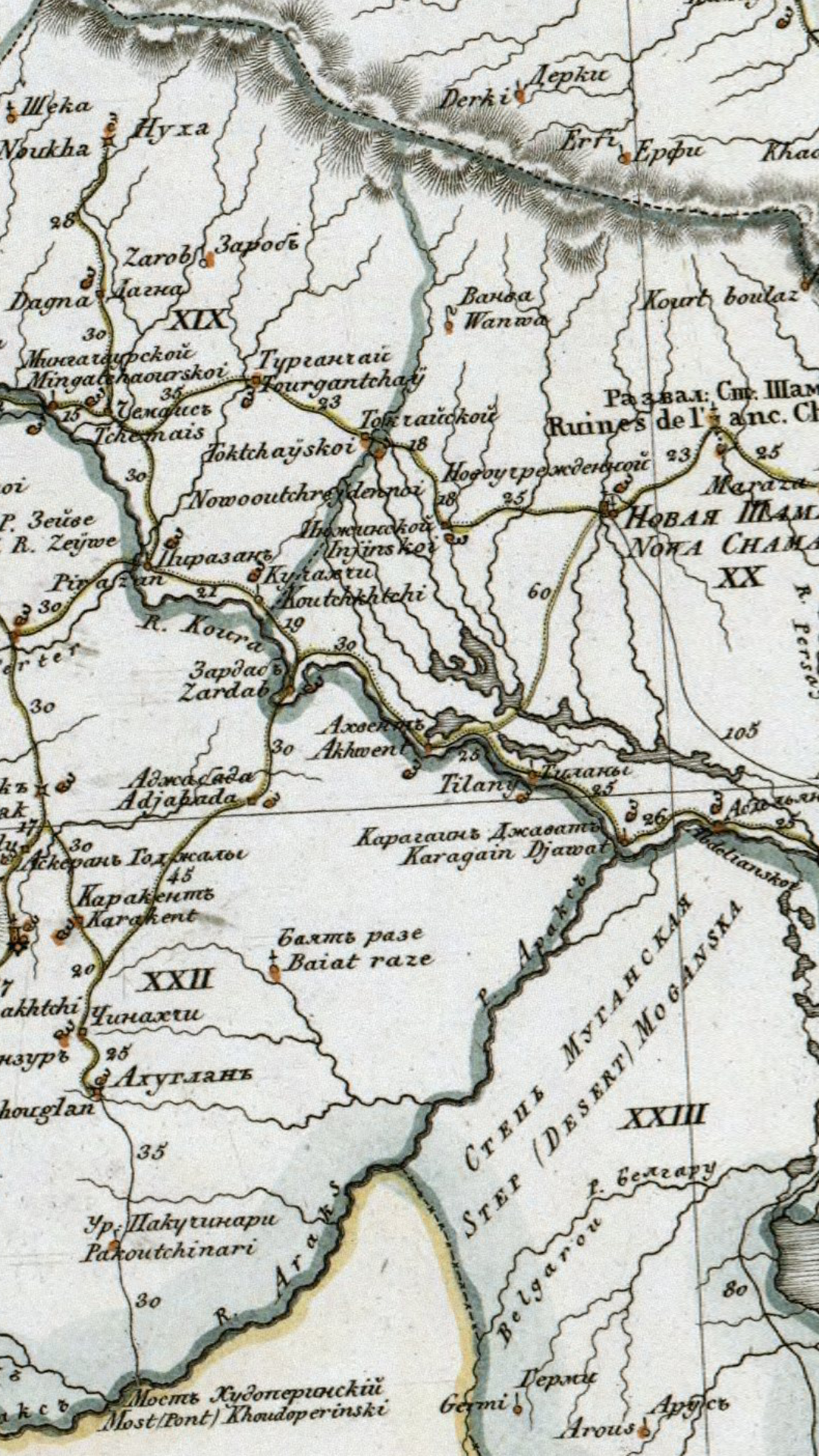
Галагайын.1823 год.
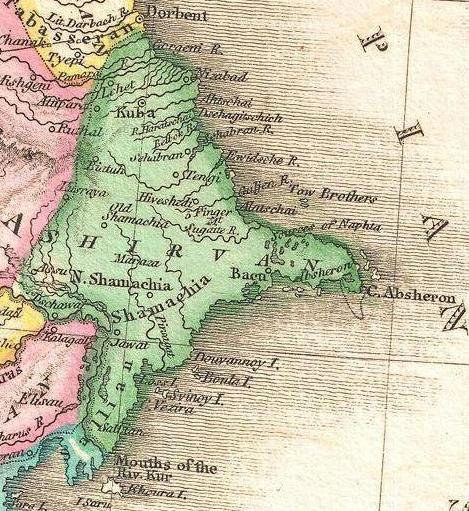
Галагайын.1818 год.

Маршалъ Биберштейнъ, авторъ извѣст- ной Flora tauro-caucasica, сопутствовавшій въ 1796 г. графу В. А. Зубову въ персидскомъ походѣ, а въ послѣдствіи, какъ инспекторъ шелководства, часто посѣщавшій Закавказскій край, нашелъ въ Кала- гайнахъ, при сліяніи Аракса съ Курою, недавно раз- рушенную Ага-Мухаммед-ханомъ крѣпость Джевад- скаго владѣльца. Б. полагаетъ, что это -Cala al Na- gia, считаемая Гербелотомъ (Bibliothèque orientale, article Nagia) знаменитою твердынею на границѣ Адербейджана.

## Археологические и исторические памятники
Древние поселения и некрополь на территории деревни Галагайын были построены в окрестностях V—I веков, V—II, т. Он относится к I и III векам. Кроме того, есть также Мечеть Галагайын, построенная в 1657 году в эпоху Сефевидов.

## Инфраструктура
На территории расположены железные и бетонные заводы, школы, медицинские центры, почтовые отделения, ОВД и 3 мечети.

## Пейзаж и биологические особенности
Климат является смесью мягкого теплого полупустынного и сухого пустынного. Почвы в основном серо-бурые. В некоторых районах также присутствуют пустынные растения.

## Известные уроженцы
- Ханкишиев, Бейбала Асланович — доктор философии по экономическим наукам, профессор Азербайджанского Государственного Экономического Университета в области финансов, заслуженный экономист Азербайджанской Республики.
- Замина Сардар кызы Асланова — хлопковод, Герой Социалистического Труда (1980).

## Галерея

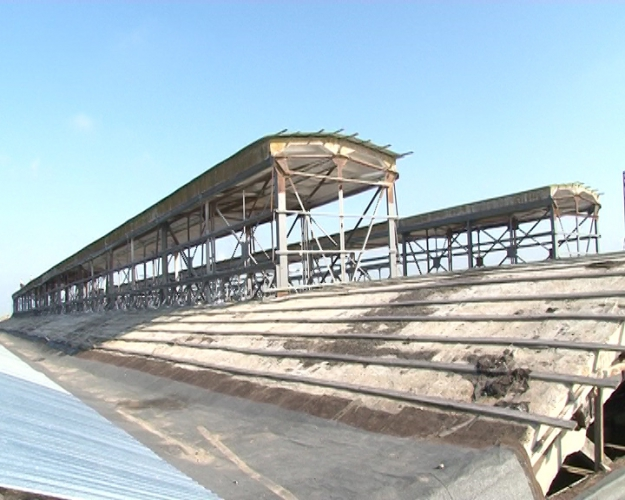
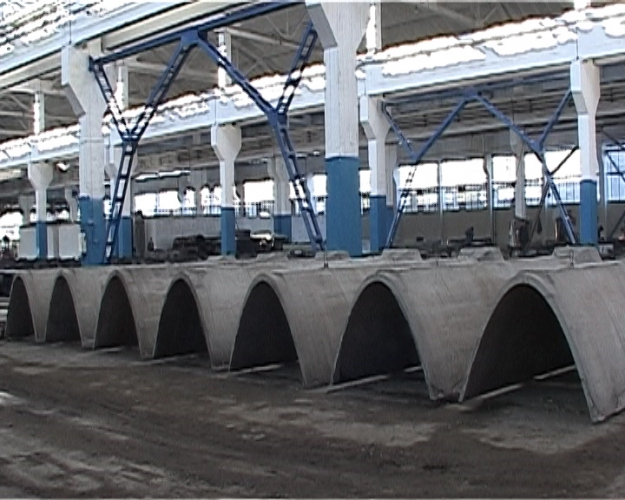
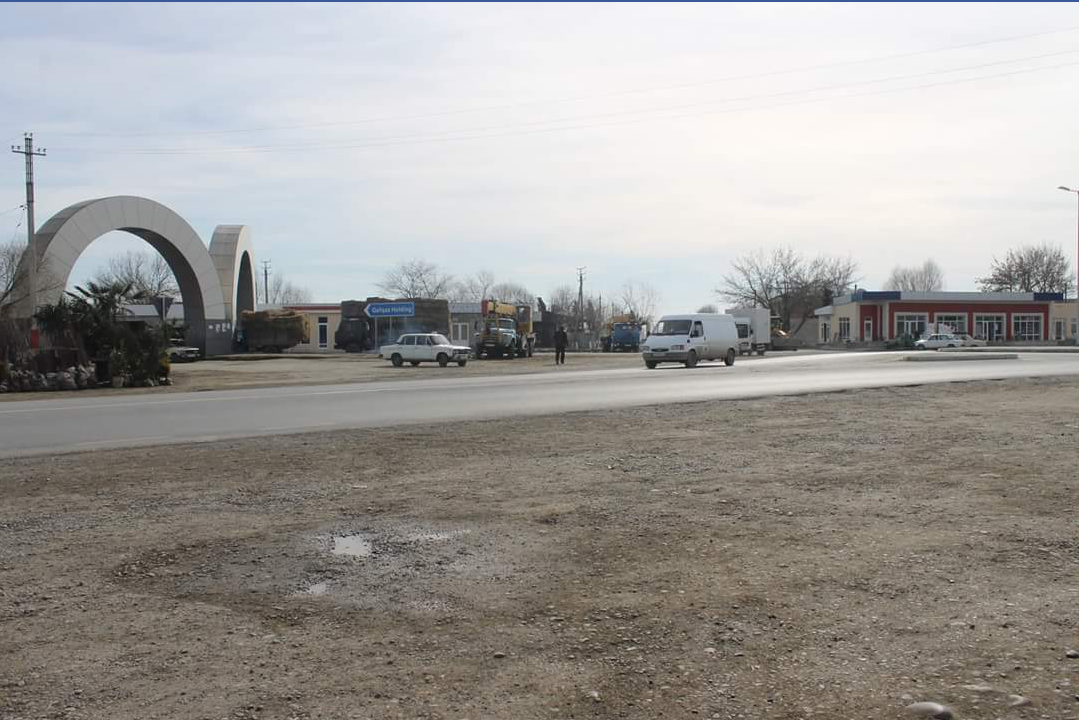
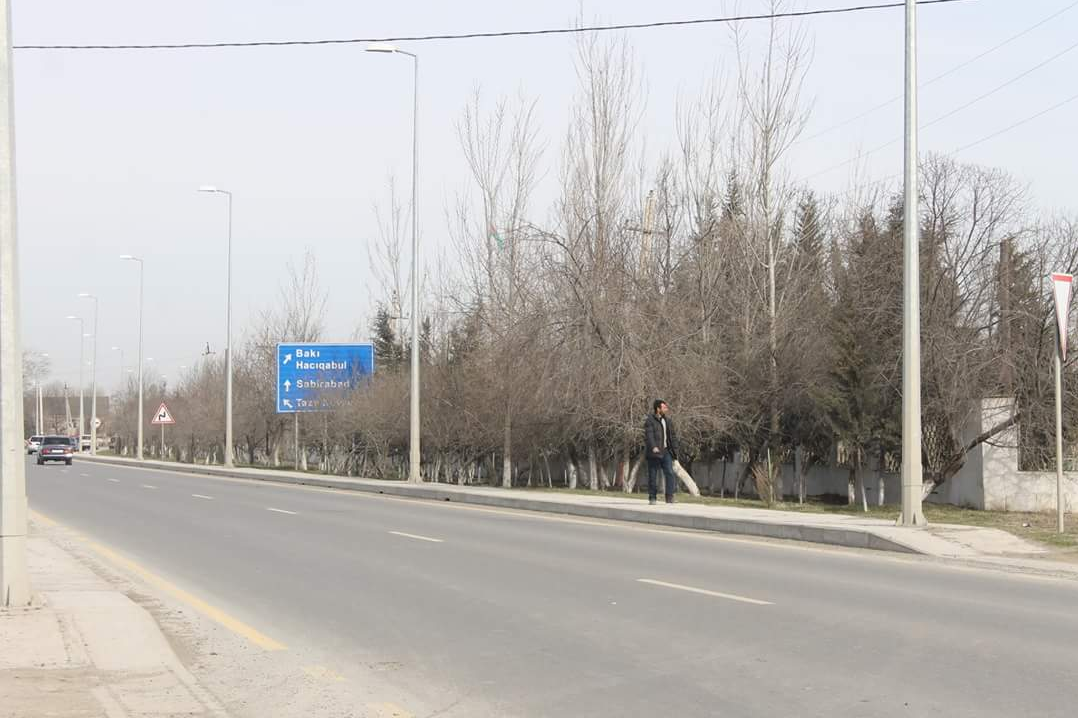
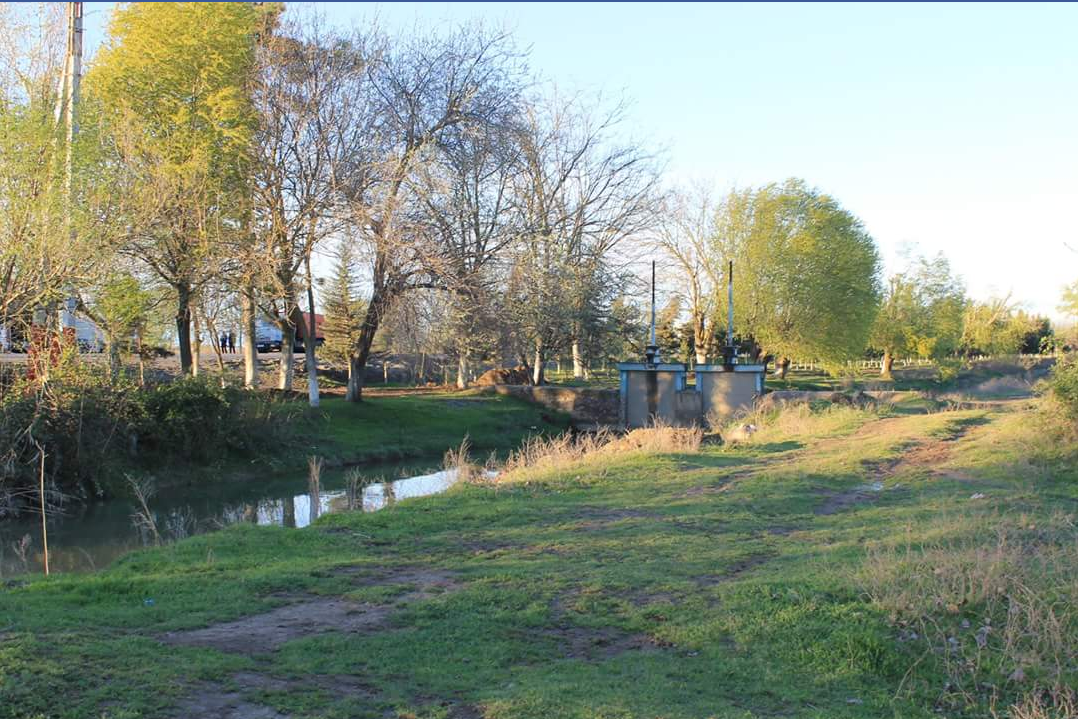
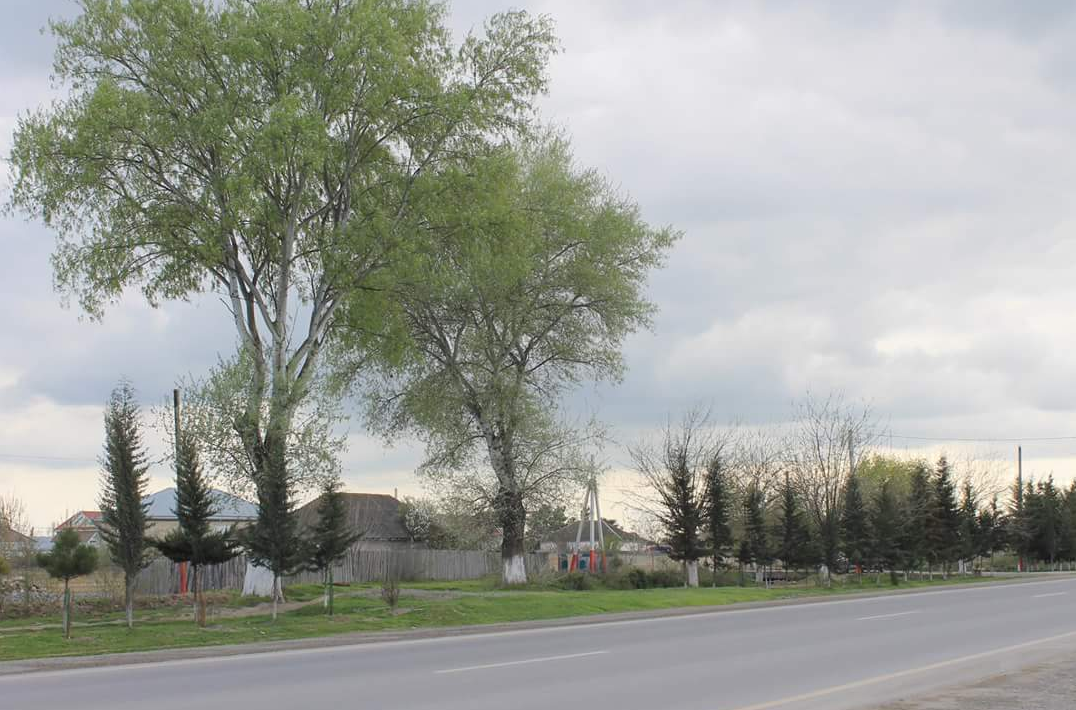
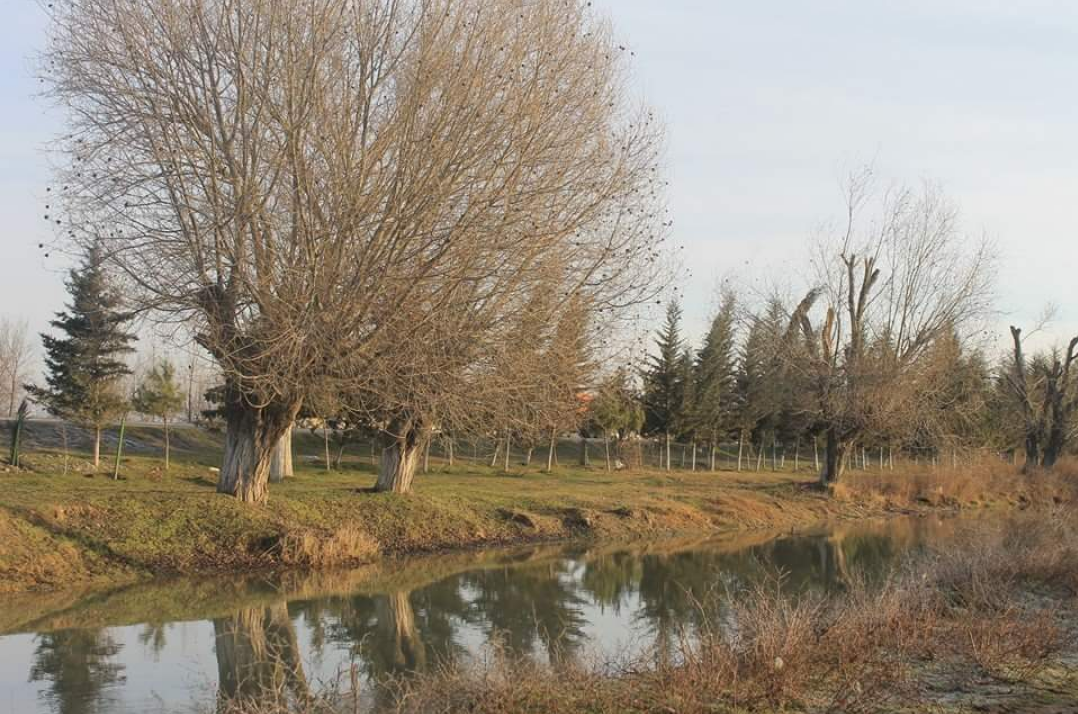
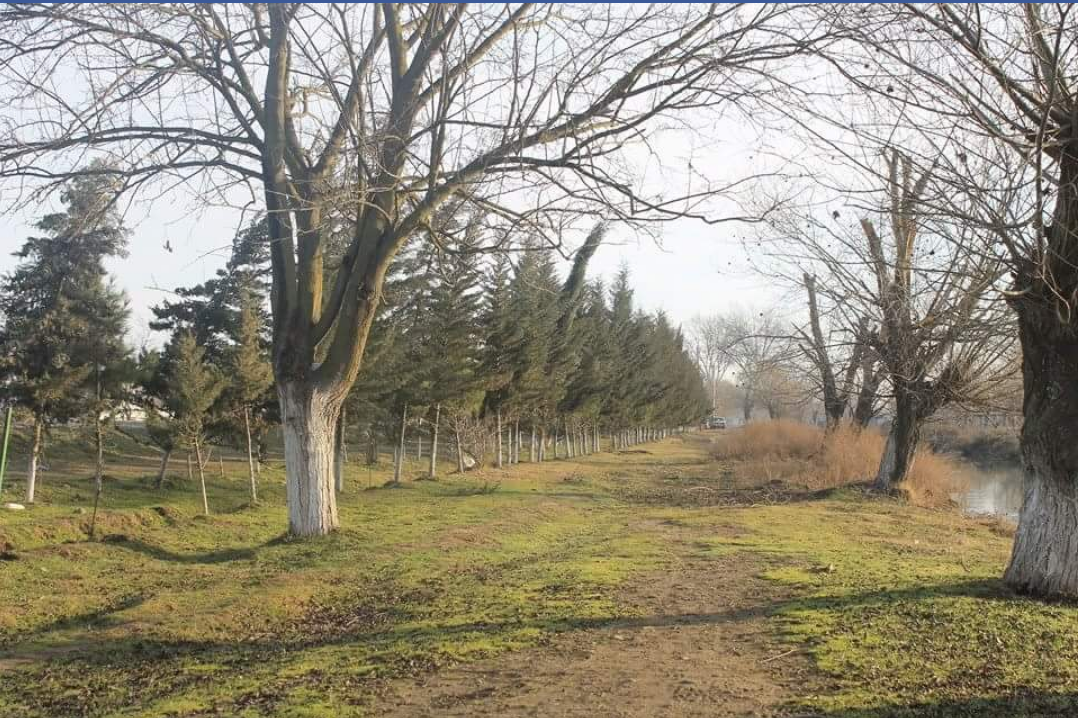